# Thelotrema farinaceum
Thelotrema farinaceum är en lavart som beskrevs av C. Knight 1883. Thelotrema farinaceum ingår i släktet Thelotrema och familjen Thelotremataceae.   Inga underarter finns listade i Catalogue of Life.